# 松山緑
松山 緑（まつやま みどり、1906年2月10日 - 2005年3月23日）は、日本の経営者。藤田観光社長を務めた。

## 経歴
長崎県出身。1930年に神戸高等商業学校を卒業し、同年に安田信託に入社。
1943年に藤田興業に転じ、1957年8月に同和鉱業取締役に就任し、1959年5月に常務を経て、1963年2月に藤田観光副社長に就任し、1977年3月には社長に昇格。
1981年3月に会長、1985年3月に取締役相談役を経て、1991年3月に相談役に就任し、1997年3月には名誉社友に退いた。
2005年3月23日老衰のために死去。99歳没。